# Mandarin Airlines
Mandarin Airlines — тайваньская региональная авиакомпания, которая базируется в городе Тайпей. Материнской компанией является China Airlines. Авиакомпания обслуживает внутренние и региональные международные рейсы, а родительская компания ориентирована на международные перевозки. Авиакомпания предоставляет чартерные услуги. Хабом авиакомпании является аэропорт Суншань.

## История
Mandarin Airlines была создана 1 июня 1991 года и первоначально являлась совместным предприятием China Airlines (67%) и Koos Group (33%). Создание авиакомпании Mandarin Airlines тесно связано с политическим статусом острова Тайвань. В начале 1990-х материнская компания Mandarin Airlines, China Airlines, являлась ведущей авиакомпанией Китайской республики, в том числе она применяла флаг Китайской республики и соответствующую стилизованную ливрею. Подобные действия вызвали протест со стороны Китайской народной республики, которую не устраивало позиционирование Тайваня в качестве отдельного Китая (по мнению властей КНР — Тайвань неотъемлемая часть КНР). Вместе с тем претензии КНР не распространялись на другие авиакомпании, работающие на Тайване. Для преодоления ограничений со стороны КНР был создан отдельный перевозчик, который смог совершать перелеты в города КНР из Тайваня.
16 октября 1991 года Mandarin Airlines начала свою операционную деятельность. Первые рейсы авиакомпании связали Тайбэй и австралийский Сидней. Следующим шагом авиакомпании стало  открытие прямых перелетов в Ванкувер (Канада) 7 декабря 1991 года. Таким образом, Mandarin Airlines стала первой авиакомпанией Тайваня, которая стала летать напрямую в Австралию и Канаду. 31 октября 1992 года основную часть акций авиакомпании приобрела China Airlines. К декабрю в ее руках находилось 90,05% акций. После того, как материнская авиакомпания China Airlines урегулировала свои проблемы с властями КНР, она смогла продолжить свои прерванные ранее перелеты. В этой связи Mandarin Airlines переориентировалась на обслуживание преимущественно региональных рейсов.
8 августа 1999 года China Airlines провела объединение Mandarin Airlines с Formosa Airlines, объединенная авиакомпания получила название Mandarin Airlines. После объединения Mandarin Airlines получила самолеты Formosa Airlines, которые ранее использовались для внутренних рейсов, самолеты же, которые использовались для международных перевозок, были переданы материнской авиакомпании China Airlines. В начале 2000 года авиакомпания купила 5 самолетов Dornier 228 от Uni Air, чтобы обслуживать отдаленные маршруты. Эти самолеты были проданы авиакомпании Daily Air в 2005 году, после того как стало ясно, что обслуживаемые ими маршруты оказались убыточными.
Mandarin Airlines в настоящее время контролируется авиакомпанией China Airlines (93.99% акций), имеет 630 сотрудников.

## Маршрутная сеть
В настоящее время авиакомпания обслуживает более 30 внутренних и международных направлений. Маршруты в Китае могут быть регулярными или чартерными рейсами, или же транзитными.

### Кодшеринговые соглашения
Mandarin Airlines имеет кодшеринговые соглашения со следующими авиакомпаниями:

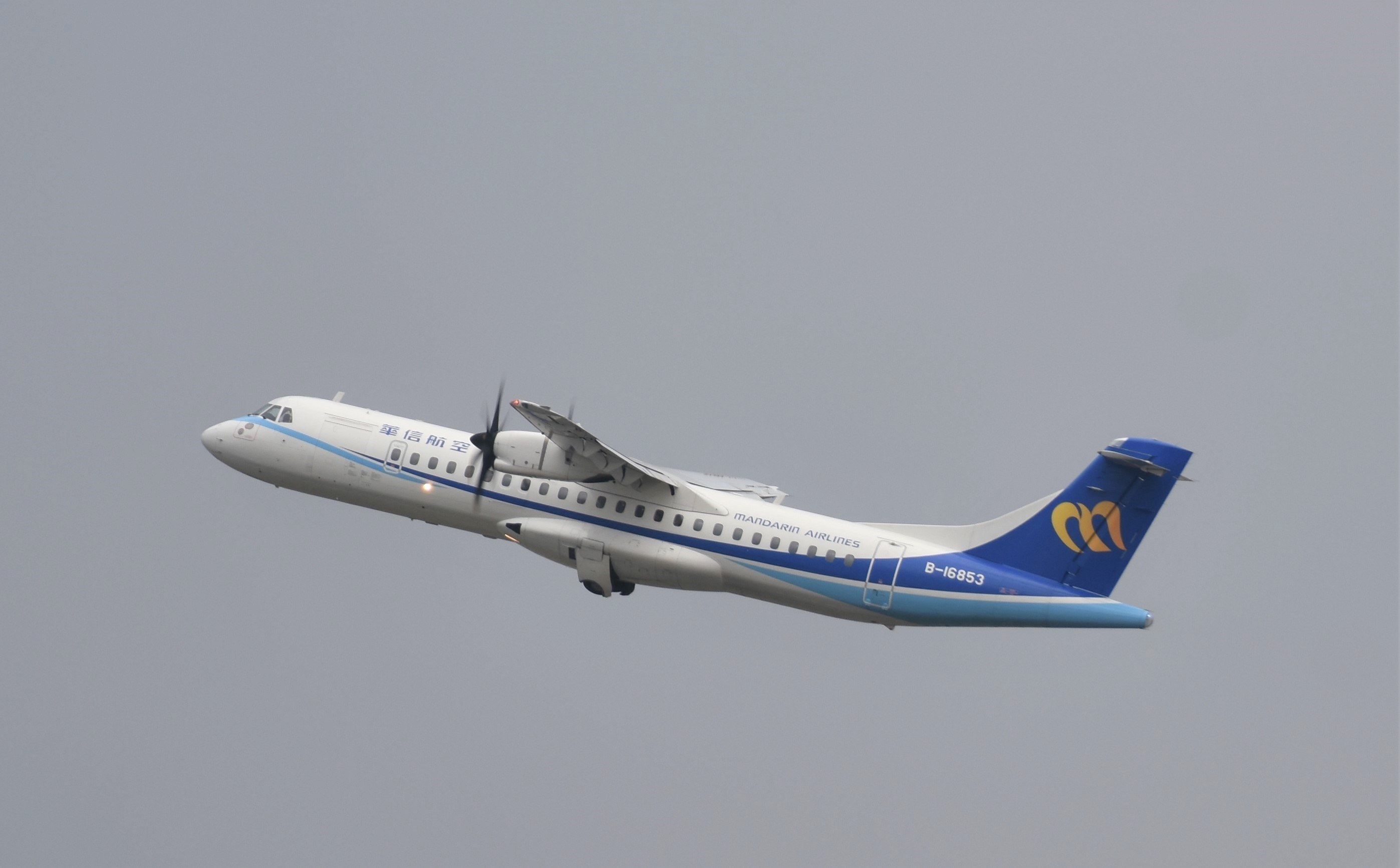
Mandarin Airlines ATR 72-600

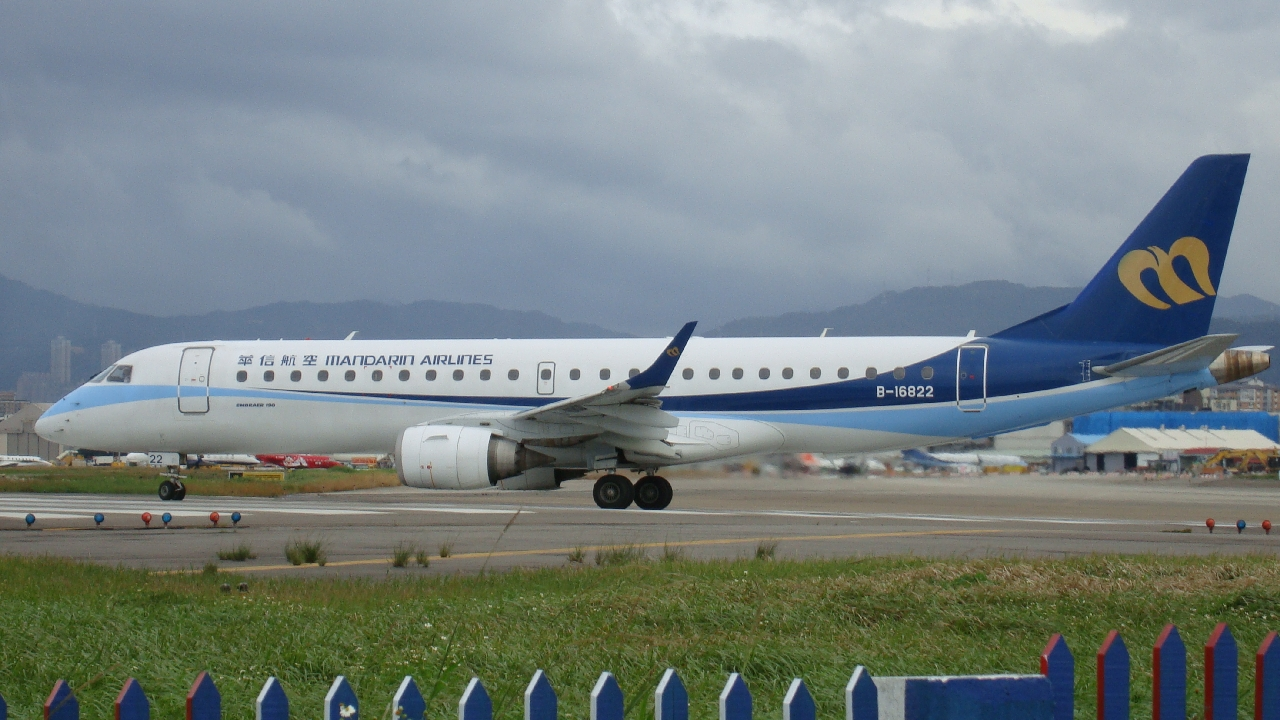
Mandarin Airlines Embraer 190AR

- China Eastern Airlines
- China Southern Airlines
- Shanghai Airlines
- XiamenAir[6]

### Флот
По состоянию на май Mandarin Airlines имеет следующие самолеты:
| Самолет       | Эксплуатируется | Заказано | Пассажиров | Пассажиров | Пассажиров | Примечания           |
| Самолет       | Эксплуатируется | Заказано | C          | Y          | Всего      | Примечания           |
| ------------- | --------------- | -------- | ---------- | ---------- | ---------- | -------------------- |
| ATR 72-600    | 9               | —        | —          | 70         | 70         | [ 7 ]                |
| Embraer 190AR | 4               | —        | —          | 104        | 104        | Готовятся к списанию |
| Всего         | 13              | —        |            |            |            |                      |

### Бывший флот
Mandarin Airlines ранее эксплуатировал следующие типы воздушных судов:
| Самолет                 | Всего | Начало эксплуатации | Окончание эксплуатации | Примечания               |
| ----------------------- | ----- | ------------------- | ---------------------- | ------------------------ |
| Airbus A340-300         | 1     | 2006                | 2007                   |                          |
| Boeing 737-800          | 6     | 2000                | 2019                   | Возвращен China Airlines |
| Boeing 747-400          | 1     | 1995                | 2000                   | Возвращен China Airlines |
| Boeing 747SP            | 4     | 1991                | 2004                   |                          |
| Dornier 228             | 4     | 2000                | 2005                   |                          |
| Fokker 50               | 7     | 1999                | 2008                   |                          |
| Fokker 100              | 6     | 1999                | 2009                   |                          |
| McDonnell Douglas MD-11 | 5     | 1993                | 2002                   |                          |
| Saab 340                | 1     | 1999                | 2000                   | Возвращен Golden Air     |